# Колискова (фільм, 1959)
«Колискова» (рос. «Колыбельная») — молдовський радянський художній фільм 1959 року режисера Михайла Каліка.

## Сюжет
Льотчик Лосєв, який втратив під час війни сім'ю, дізнається про те, що його дочка Ауріка під час бомбардування була врятована, — і відправляється на її пошуки...

## У ролях
- Микола Тимофєєв
- Вікторія Лепко
- Ліда Пігуренко
- Любов Рум'янцева
- Віталій Четвериков
- Юрій Соловйов
- Олена Ізмайлова
- Костянтин Крамарчук
- Шура Кузнецов
- Михайло Трояновський
- Володимир Заманський
- Лев Круглий
- Катерина Савінова
- Євген Тетерін
- Світлана Світлична
- Євген Шутов

## Творча група
- Сценарій: Авнер Зак, Ісай Кузнєцов
- Режисер: Михайло Калік
- Оператор: Вадим Дербеньов
- Композитор: Давид Федов